# 博萊斯拉夫足球俱樂部
博萊斯拉夫足球俱樂部（FK Mladá Boleslav）是捷克的一家足球俱樂部。主場位於姆拉達-博萊斯拉夫。目前參加捷克足球甲級聯賽的賽事。

## 外部連結
- Official site in Czech（页面存档备份，存于）
- Official site in English （页面存档备份，存于）